# Brasilândia
Brasilândia, amtlich Município de Brasilândia, ist eine Stadt im brasilianischen Bundesstaat Mato Grosso do Sul in der Mesoregion Ost in der Mikroregion Três Lagoas.

## Geografie

### Lage
Die Stadt liegt 352 km von der Hauptstadt des Bundesstaates (Campo Grande) und 958 km von der Landeshauptstadt (Brasília) entfernt. Nachbarstädte sind Santa Rita do Pardo, Ribas do Rio Pardo, Água Clara, Três Lagoas, Paulicéia, Panorama und Presidente Epitácio.

### Gewässer
Die Stadt gehört zum Flusssystem des Río de la Plata.

### Vegetation
Das Gebiet ist ein Teil der Cerrados (Savanne Zentralbrasiliens).

### Klima
In der Stadt herrscht Tropisches Klima.

## Verkehr
In der Stadt kreuzt sich die Bundesstraße BR-158 mit den Landesstraßen MS-040 und MS-395.

## Durchschnittseinkommen und HDI
Das Durchschnittseinkommen lag 2011 bei 20.490 Real, der Index der menschlichen Entwicklung (HDI) bei 0,701.